# Rhaphispermum
Rhaphispermum es un género de plantas de flores de la familia Scrophulariaceae. 

## Especie seleccionada
- Rhaphispermum gerardioides

- Datos: Q9068696